# SAO Krajina

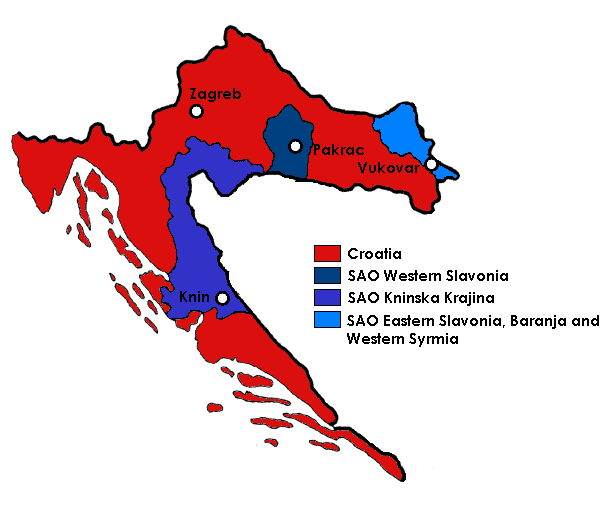
Srbské autonomní oblasti v rámci SR Chorvatsko (červeně).

Srbská autonomní oblast Krajina (srbochorvatsky Srpska autonomna oblast Krajina / Српска аутономна област Крајина) nebo SAO Krajina (САО Крајина) byla samozvaná srbská autonomní oblast v rámci dnešního Chorvatska (tehdy součást Jugoslávie). Území se skládalo z většinově srbských obcí Chorvatské republiky, které v říjnu 1990 vyhlásily autonomii. Vznikla jako SAO Kninska Krajina (САО Книнска Крајина), ale po zahrnutí dalších oblastí obývaných Srby změnila svůj název jednoduše na SAO Krajina. V roce 1991 se SAO Krajina prohlásila za Republiku srbská Krajina a následně zahrnovala další dva srbské SAO v Chorvatsku, SAO Západní Slavonie a SAO Východní Slavonie, Baranja a Západní Srem.